# Lubná (Zlín)
Lubná é uma comuna checa localizada na região de Zlín, distrito de Kroměříž.